# Rejsen på ophavet
|  | Denne artikel er oprettet af botten PalnaBot ud fra en ekstern database. Den kan derfor have sproglige fejl eller mangler. Denne skabelon kan fjernes efter kontrol af indholdet. |

Rejsen på ophavet er en portrætfilm fra 2004 skrevet og instrueret af Max Kestner.

## Handling
»Det er lang tid siden. Men en af mine forfædre boede faktisk i Afrika. Det var ham, der fik idéen at gå på to ben, og to millioner år senere begyndte en anden af mine forfædre at tale. Alt i alt har jeg mange forfædre, og jeg vil gerne takke dem alle, fordi de gjorde sig den ulejlighed at formere sig, inden de døde. Tak for det!«. En skæv, pseudovidenskabelig, animeret dokumentarfilm fortalt med mange ord og tungen i kinden. Med udgangspunkt i instruktørens egen historie undersøger filmen det store billede: forholdet mellem tilfældet og skæbnen; mellem tidens ansigt og de personlige adfærdsmønstre.